# Poczapy (hromada Samary)
Poczapy (ukr. Почапи; do 1946 Poczapy Załuchowskie) – wieś na Ukrainie w rejonie kowelskim, w obwodzie wołyńskim nad rzeką Prypeć. W II Rzeczypospolitej miejscowość wchodziła w skład gminy wiejskiej Lelików w powiecie kobryńskim województwa poleskiego.
Do 2020 w rejonie ratnieńskim.